# Лімбах
Лімбах (словац. Limbach) — село, громада округу Пезінок, Братиславський край, південно-західна Словаччина, Малокарпатський регіон. Кадастрова площа громади — 15,37 км².
Населення 2159 осіб (станом на 31 грудня 2017 року).

## Історія
Лімбах згадується в 1390 році.

## Населення
| Рік:            | 1994. | 2004.    | 2014.    | 2024.    |
| --------------- | ----- | -------- | -------- | -------- |
| Кількість осіб: | 913   | 1337     | 1908     | 2428     |
| Різниця:        |       | +46,44 % | +42,70 % | +27,25 % |

| Рік:            | 2023. | 2024.   |
| --------------- | ----- | ------- |
| Кількість осіб: | 2423  | 2428    |
| Різниця:        |       | +0,20 % |